# Al Maaden Golf
Al Maaden Golf is een golfresort in Marrakesh. Het ligt aan de voet van het Atlasgebergte in Marokko.
De golfbaan werd in 2010 geopend en sindsdien wordt hier de jaarlijkse Al Maaden Classic van de Europese Challenge Tour gespeeld. Het is een vlakke baan met grote waterreservoirs en uitzicht op de bergen.
Marokko is voor veel golfers een geliefd land om in het voorseizoen te spelen. Veel competitieteams gaan er een week oefenen en sinds 2010 komt de Challenge Tour met een paar toernooien naar Marokko, want door het gunstige klimaat zijn daar de banen al goed bespeelbaar. Soms ligt er nog sneeuw op het Atlasgebergte, en kan er een koele wind staan. De baan ligt niet aan zee, hij ligt wel in de buurt van de Golf Royal de Marrakech, die al in 1933 werd opgericht.